# Holmes Herbert

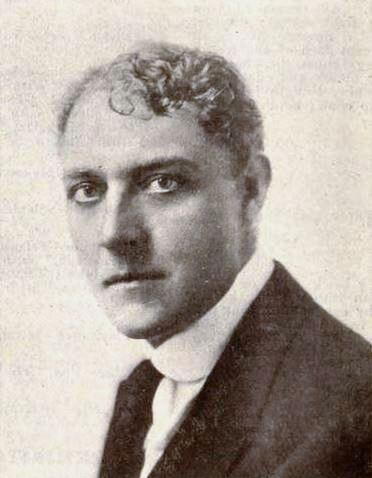
Holmes Herbert (1917)

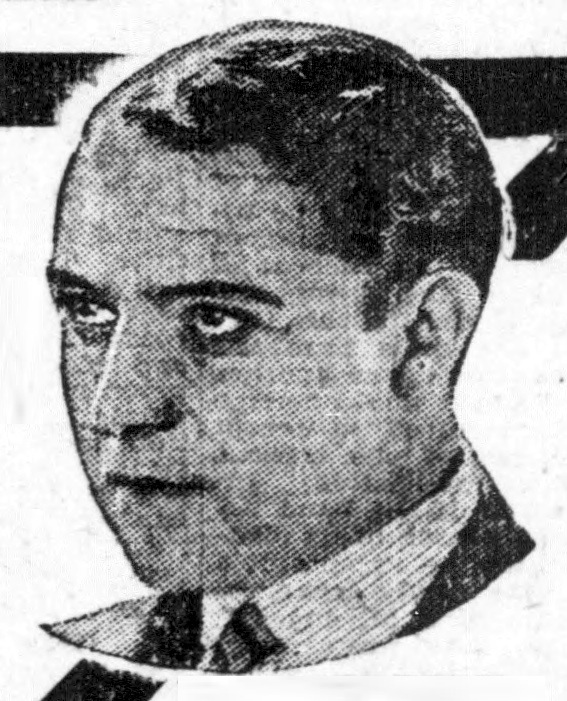
Holmes Herbert, Illustration in einer Zeitung von 1919

Holmes Herbert, eigentlich Edward Horace Jenner (* 30. Juli 1882 in Mansfield, Nottinghamshire, England; † 26. Dezember 1956 in Hollywood, Kalifornien) war ein britischer Schauspieler, der in vielen Hollywood-Filmen den würdevollen „englischen Gentleman“ spielte.

## Leben
Holmes Herbert wurde als Edward Horace Jenner geboren, sein Pseudonym „Holmes“ wurde durch Arthur Conan Doyles Meisterdetektiv Sherlock Holmes inspiriert. Passenderweise sollte Herbert gegen Ende seiner Karriere in den 1940er-Jahren in sechs der Sherlock-Holmes-Filme mit Basil Rathbone auftreten. Bereits in frühen Jahren trat Herbert in den sogenannten Minstrel Shows oder im Zirkus auf. Der gebürtige Brite siedelte im frühen 20. Jahrhundert ganz in die Vereinigten Staaten um. Zunächst trat er dort am Broadway auf, fand dann aber in den 1910er-Jahren den Weg nach Hollywood, wo er sich schnell etablieren konnte. Ähnlich wie beispielsweise Roland Young und Reginald Denny spielte er meist britische Gentleman, die am Ende des Filmes aber oftmals von der Hauptdarstellerin verlassen werden. Der Wechsel vom Stummfilm zum Tonfilm gelang ihm zunächst gut. Einige seiner bekanntesten Rollen spielte Herbert in der frühen Tonfilmzeit, beispielsweise als Dr. Lanyon in dem Horrorfilm Dr. Jekyll und Mr. Hyde (1931) an der Seite von Fredric March.
Holmes verkörperte mit seinem gepflegten, etwas aristokratischen Aussehen zumeist vornehme Autoritätsfiguren. Im Laufe seiner Karriere spielte er unter anderem Politiker, Generäle, Anwälte oder Ärzte. Ab Mitte der 1930er-Jahre ließ die Größe von Herberts Filmrollen deutlich nach. Immer mehr seiner Rollen in größeren Filmen wurden nicht im Abspann erwähnt. An der Seite von Errol Flynn trat Herbert in den Filmen Unter Piratenflagge, Der Verrat des Surat Khan, Günstling einer Königin, und Robin Hood, König der Vagabunden auf. In den 1940er-Jahren war er als Nebendarsteller in mehreren Filmen der Sherlock-Holmes-Filmreihe mit Basil Rathbone und Nigel Bruce zu sehen. Im Jahre 1952 zog er sich aus dem Filmgeschäft zurück, bis dahin hatte er an über 230 Filmen mitgewirkt.
Holmes Herbert war dreimal verheiratet und Vater eines Kindes. Seine erste Ehefrau war in den 1900er-Jahren die Schauspielerin Beryl Mercer, in zweiter Ehe heiratete er 1930 Elinor Kershaw Ince, die Witwe des Filmmoguls Thomas Harper Ince. Beide Ehen wurden geschieden. Seine letzte Ehefrau Agnes Bartholomew starb ein Jahr vor ihm. Herbert wurde 74 Jahre alt.

## Filmografie (Auswahl)
- 1915: His Wife
- 1919: The Divorcee
- 1919: The White Heather
- 1924: Another Scandal
- 1924: The Enchanted Cottage
- 1925: Die verlorene Welt (The Lost World)
- 1925: Der Wanderer (The Wanderer)
- 1925: Eine mondäne Frau (A Woman of the World)
- 1926: Alarm (The Fire Brigade)
- 1927: Das Galeerenschiff (When A Man Loves)
- 1927: Titanic (East Side, West Side)
- 1927: Moderne Mütter (The Silver Slave)
- 1927: Herr Wu (Mr. Wu)
- 1928: Gentlemen Prefer Blondes
- 1928: Der Schrecken von Piccadilly (The Terror)
- 1929: Madame X
- 1929: Untamed
- 1929: Der Kuß (The Kiss)
- 1929: Sag’ es mit Liedern (Say It With Songs)
- 1930: The Ship from Shanghai
- 1931: Dr. Jekyll und Mr. Hyde (Dr. Jekyll and Mr. Hyde)
- 1933: Das Geheimnis des Wachsfigurenkabinetts (Mystery of the Wax Museum)
- 1933: Der Unsichtbare (The Invisible Man)
- 1934: Jagd nach dem Glück (The Pursuit of Happiness)
- 1934: Das Rätsel von Monte Christo (The Count of Monte Cristo)
- 1935: Das Zeichen des Vampirs (The Mark of the Vampire)
- 1935: Unter Piratenflagge (Captain Blood)
- 1935: Eine Frau von 20 Jahren (Accent on Youth)
- 1936: The Man Without a Country
- 1936: Seine Sekretärin (Wife vs. Secretary)
- 1936: Hände hoch! (The Country Beyond)
- 1936: The White Angel
- 1936: Der Verrat des Surat Khan (The Charge of the Light Brigade)
- 1936: Signale nach London (Lloyd’s of London)
- 1937: Das Leben des Emile Zola (The Life of Emile Zola)
- 1937: Das Sklavenschiff (Slave Ship)
- 1937: Der Prinz und der Bettelknabe (The Prince and the Pauper)
- 1938: Der Freibeuter von Louisiana (The Buccaneer)
- 1938: Entführt (Kidnapped)
- 1938: Marie-Antoinette
- 1938: Robin Hood, König der Vagabunden (The Adventures of Robin Hood)
- 1939: Günstling einer Königin (The Private Lives of Elizabeth and Essex)
- 1939: Der Henker von London (Tower of London)
- 1939: Juarez
- 1939: Die kleine Prinzessin (The Little Princess)
- 1939: Stanley und Livingstone (Stanley and Livingstone)
- 1939: Die Abenteuer des Sherlock Holmes (The Adventures of Sherlock Holmes)
- 1939: Intermezzo (Intermezzo – A Love Story)
- 1940: Der Auslandskorrespondent (Foreign Correspondent)
- 1940: Ein Bombenerfolg (An Angel from Texas)
- 1940: Der Draufgänger (Boom Town)
- 1940: Das Geheimnis von Malampur (The Letter)
- 1940: Ein Mann mit Phantasie (A Dispatch from Reuters)
- 1940: Gefährliche Liebe (Rage in Heaven)
- 1941: Menschenjagd (Man Hunt)
- 1941: Roman einer Tänzerin (The Men in Her Life)
- 1942: Frankenstein kehrt wieder (The Ghost of Frankenstein)
- 1942: The Undying Monster
- 1942: Die Geheimwaffe (Sherlock Holmes and the Secret Weapon)
- 1943: Verhängnisvolle Reise (Sherlock Holmes In Washington)
- 1944: Die Perle der Borgia (Sherlock Holmes: The Pearl of Death)
- 1944: Der unheimliche Gast (The Uninvited)
- 1944: The Mummys Curse
- 1945: Das Haus des Schreckens (Sherlock Holmes: The House of Fear)
- 1945: Jagd im Nebel (Confidential Agent)
- 1946: Der Bandit und die Königin (The Bandit of Sherwood Forest)
- 1946: Jagd auf Spieldosen (Dressed to Kill)
- 1946: Drei Fremde (Three Strangers)
- 1946: Hier irrte Scotland Yard (The Verdict)
- 1947: Ivy
- 1947: Bezaubernde Lippen (This Time for Keeps)
- 1947: Singapur (Singapore)
- 1948: Blutfehde (The Swordsman)
- 1948: Schweigende Lippen (Johnny Belinda)
- 1948: Lassies Heimat (Hills of Home)
- 1948: Das Geheimnis von Zimbalu (Jungle Jim)
- 1948: Du lebst noch 105 Minuten (Sorry, Wrong Number)
- 1948: Qualen der Liebe (A Woman’s Vegenance)
- 1948: Fünf auf Hochzeitsreise (Family Honeymoon)
- 1949: Canadian Pacific
- 1949: The Stratton Story
- 1949: Konterbande (South of St. Louis)
- 1949: König des Dschungels (The Lost Tribe) (Sprecher der Einleitung)
- 1950: Diamantenjagd im Urwald (Mark of the Gorilla) (Sprecher der Einleitung)
- 1950: Auf Winnetous Spuren (Iroquois Trail)
- 1950: Tod im Nacken (To Please a Lady)
- 1951: Der Gauner und die Lady (The Law and the Lady)
- 1951: Die Piratenkönigin (Annie of the Indies)
- 1951: David und Bathseba (David and Bethseba)
- 1951: Das zweite Gesicht des Dr. Jekyll (The Son of Dr. Jekyll)
- 1951: Anwalt des Verbrechens (The Unknown Man)
- 1952: Die Söhne der drei Musketiere (At Sword’s Point)
- 1952: Der Brigant (The Brigand)